# Świadki Górowskie
Świadki Górowskie (deutsch Schwadtken (Gem. Wangnick)) ist ein Ort in der polnischen Woiwodschaft Ermland-Masuren. Er gehört zur Landgemeinde Górowo Iławeckie (Landsberg) im Powiat Bartoszyce (Kreis Bartenstein), bis 1945 zum Kreis Preußisch Eylau in Ostpreußen.

## Geographische Lage
Die Osada (= „Siedlung“) Świadki Górowskie liegt im Nordwesten der Woiwodschaft Ermland-Masuren, 23 Kilometer südwestlich der früheren und heute auf russischem Staatsgebiet gelegenen Kreisstadt Preußisch Eylau (russisch Bagrationowsk) bzw. 29 Kilometer westlich der heutigen Kreismetropole Bartoszyce (deutsch Bartenstein).

## Geschichte
Im Jahre 1374 wurde das seinerzeitige Swadike erstmals urkundlich erwähnt. Nach 1437 hieß der kleine Gutsort Schwatlauken, nach 1540 Schwatken, und vor 1785 Schwadtken.
Am 19. Mai 1886 wurde aus dem zum Gutsbezirk Groß Peisten (polnisch Piasty Wielkie) gehörenden Vorwerken Schwadtken und Wiecherts (polnisch Wągródka) der Gutsbezirk Schwadtken gebildet, der mit gleichem Datum in den Amtsbezirk Buchholz (polnisch Bukowiec) im ostpreußischen Kreis Preußisch Eylau eingegliedert wurde. Im Jahre 1910 zählte Schwadtken 106 Einwohner.
Am 30. September 1928 wurde Schwadtkens Ortsteil Wiecherts mit dem Gutsbezirk Saraunen (polnisch Saruny) nach Finken (polnisch Zięby) eingemeindet, gleichzeitig schloss sich der restliche Gutsbezirk Schwadtken mit dem Gutsbezirk Wangnick (polnisch Wągniki) – allerdings ohne Kattlacker Wald – zur neuen Landgemeinde Wangnick zusammen.
Als 1945 das gesamte südliche Ostpreußen in Kriegsfolge an Polen abgetreten wurde, bekam Schwadtken die polnische Namensform „Świadki Górowskie“. Der Ort, der unbewohnt und in dem es keine Gebäude mehr gibt, gehört zur Gmina Górowo Iławeckie (Landgemeinde Landsberg) im Powiat Bartoszycki (Kreis Bartenstein), 1975 bis 1998 der Woiwodschaft Allenstein, seither der Woiwodschaft Ermland-Masuren zugehörig.

## Religion
Die überwiegend evangelische Bevölkerung Schwadtkens war bis 1945 in das Kirchspiel der Kirche Buchholz (polnisch Bukowiec) in der Kirchenprovinz Ostpreußen der Kirche der Altpreußischen Union eingepfarrt.
Heute gehört Świadki Górowskie katholischerseits zur Kirche Bukowiec, die jetzt eine Filialkirche der Pfarrei Kandyty (Canditten) im Erzbistum Ermland ist.

## Verkehr
Świadki Górowskie liegt südlich der Woiwodschaftsstraße 512 und ist über eine Landwegverbindung von Wągródka (Wiecherts) aus zu erreichen. Eine Bahnanbindung besteht nicht.